# سوبربوي (كتاب قصص مصورة)
سوبربوي (بالإنجليزية: Superboy)‏ هو اسم سلسلة مكونة من عدة كتب قصص مصورة أمريكية نشرتها دي سي كومكس وبطلاها يحملان نفس الاسم «سوبربوي» (وهو سوبرمان عندما كان فتى). سوبربوي الأول (كال إل) كان بطل العناوين الثلاثة الأولى. بينما سوبربوي الثاني (كون إل) أصبح لاحقا بطلا للسلسلة وهو مستنسخ جزئي من سوبرمان الأصلي. بدأ نشر السلسلة في سنة 1949. من الرسامين الذين عملوا على السلسلة جورج باب، آل بلاستينو، بوب براون، ديف كوكروم، مايك غريل، جيمس شيرمان وجو ستاتون.